# Scord of Brouster

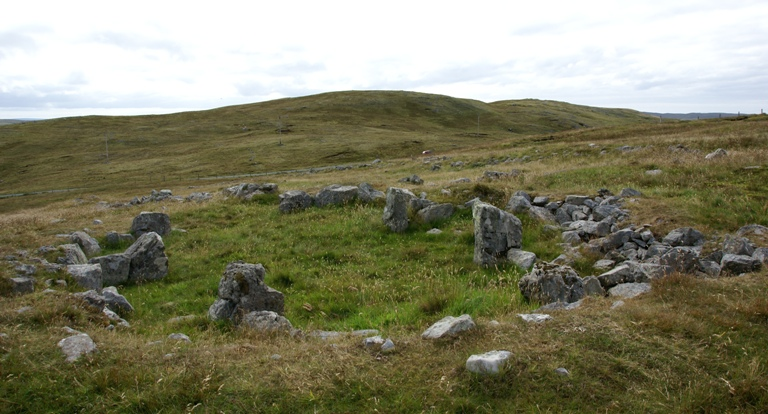
Scord of Brouster; Überreste von Haus 2

Der Scord of Brouster bezeichnet eine jungsteinzeitliche Ansiedlung auf der Shetlandinsel Mainland in Schottland.

## Lage
Die Ansiedlung liegt auf den heute kargen Shetlandinseln in der Nordsee. Mag das Land auch unwirtlich erscheinen, so war das Klima in der Steinzeit freundlicher, so dass ein Auskommen erwirtschaftet werden konnte. Die ersten Siedler rodeten den vorherrschenden Wald aus Weiden, Haselnusssträuchern und Birken. Sie düngten den Boden mit Asche und Dung ihres Viehs, Rinder und Schafe.
Als sich das Wetter um 1500 v. Chr. zu verschlechtern begann und der Boden vertorfte, zogen die Siedlungen in Richtung der Küste. Seitdem lag die ehemalige Wirtschaftsfläche brach.

## Datierung
Die gefundene Farm wurde über eine Zeitspanne von etwa 1500 Jahren bewirtschaftet, von etwa 4000/3000 bis 1500 v. Chr. Die gefundenen Artefakte sind von der Typologie und der Technologie her homogen. Nur einige der Artefakte konnten zur genauen Datierung herangezogen werden; so zwei blattförmige Pfeilspitzen, die ein jungsteinzeitliches Alter nahelegen. Funde aus Haus 3 zeigen eine Datierung bis ins frühe Bronzezeitalter an.

## Beschreibung
Die Ansiedlung besteht aus mehreren ovalen Häusern und steinernen Wällen von Feldbegrenzungen. Die frühsten Häuser waren aus Holz errichtet und sind nicht mehr sichtbar. Die Überreste dreier steinerner Häuser sind eindeutig zu erkennen. Haus 1 wurde als erstes erbaut, Haus 3 ist das jüngste, neben dem sich zudem ein Gästehaus oder eine Werkstatt befunden hat. In der Nähe von Haus 2 befindet sich ein Hügelgrab. Die Häuser waren von unregelmäßig geschnittenen Feldern umgeben, deren steinernen Begrenzungsmauern teilweise noch zu sehen sind.
Die gefundenen Steine wurden drei Häusern und einem Hügelgrab zugeschrieben.
Die Ausrichtung von Haus 1 verläuft auf einer Nordwest-Südost Achse, der Eingang befindet sich auf der südöstlichen Seite. Es misst ungefähr 13 m in der Länge, 10 m in der Breite. Darüber hinaus hat es sechs Einbuchtungen, die, so wird vermutet, als Schlafstätten oder Werkstätten genutzt wurden.
Haus 2 und 3 haben eine Länge von etwa elf Metern und eine Breite von circa 8,2 m.
In Haus 2, welches eher nierenförmig ist, befindet sich eine auffällig große Einbuchtung von etwa zwei Metern, die womöglich als Schlafstätte gedient haben könnte. Im Gegensatz zu Haus 1 befindet sich hier nur eine weitere Einbuchtung.

## Artefakte
In Haus 1 und 2 wurden große Mengen an Artefakten in Form von Steinsplittern gefunden, in Haus 3 nur wenige. Insgesamt wurden fast 10.000 dieser Zeitzeugen aufgefunden. So zum Beispiel Pfeilspitzen, die entweder zur Verteidigungszwecken oder zur Jagd benutzt wurden. Es gibt auch Beweise dafür, dass diese Spitzen vor Ort gefertigt worden sind. Des Weiteren zwei verschiedene Formen von Messern, die unterschiedlichen Aufgaben zugedacht werden. Überreste organischen Materials, wie Holz oder Wolle blieben nicht erhalten. 

Die wenigen Funde aus Haus 3 legen nahe, dass dieses Gebäude entweder nur sehr kurz in Gebrauch war, oder ausgiebig gereinigt wurde oder ihm eine besondere Funktion zugedacht war – oder alle drei Möglichkeiten in Kombination.